# OpenAI Codex
OpenAI Codex är en artificiell intelligensmodell utvecklad av OpenAI. Den analyserar naturligt språk och genererar kod som svar. Den används för att driva GitHub Copilot, ett automatiskt programmeringsverktyg utvecklat för Visual Studio Code. Codex är en ättling till OpenAI:s GPT-3-modell, finjusterad för användning i programmeringsapplikationer.
OpenAI har släppt ett API för Codex i sluten beta.